# Тетера Ірина Анатоліївна
Ірина Анатоліївна Тетера (нар. 10 жовтня 1982, м. Ялта, АР Крим) — українська письменниця, сценаристка, телевізійна експертка, літературна редакторка. Лауреатка літературного конкурсу «Коронація слова».

## Біографія
Народилася 10 жовтня 1982 року в місті Ялта, АРК Крим. Закінчила школу № 12 з поглибленим вивченням англійської мови. У дитинстві займалася карате (має зелений пояс), відвідувала художню школу. Вивчала романо-германську філологію в Таврійському національному університеті імені В. І. Вернадського м. Сімферополь.
Виступає телевізійною експерткою у ток-шоу «Стосується кожного» (Інтер). «Корисна програма» (НТН). «Правда життя» (НТН). 
Проживає в місті Київ. Одружена, виховує трьох дітей.

## Творчість
Перший роман Ірини Тетери «Киев-Нью-Йорк. Лебединная» побачив світ у видавництві «Планета книг» в 2012 році. А в 2014 році у видавництві «Брайт Букс» вийшла книжка "Київ—New-York" у перевиданні українською мовою. Книга стала бестселером видавництва. В 2016 році світ побачила книжка «Вибір без вибору». В основі роману лежить реальна життєва історія львів'янки Мар'яни Калабай, яка дізналася про свою третю вагітність водночас зі страшним діагнозом — «гостра мієлоїдна лейкемія».
19 грудня 2015 року Ірина Тетера брала участь в благодійному проєкті «Даруй радість — даруй життя» — шестигодинний марафон авторських читань в книжковому магазині «Читайка».
В 2018 році був виданий роман «Гра» — психологічний детектив, написаний у співавторстві з українським актором та режисером Олександром Онуфрієвим. Ірина Тетера брала участь у колективних збірках.

### Твори
- «Киев-Нью-Йорк. Лебединная» (2012, Планета книг).
- «Київ—Нью-Йорк. Зустріч що розфарбувала життя» (2014, Брайт Букс).
- «Вибір без вибору, або історія про те, у чому я ніколи не сумнівалася» (2016, Брайт Букс).
- «Гра» (2018, Брайт Букс).
- «Самотні вітри» (2019, Академія)

### Участь в колективних збірках
- 2018 — «Перше побачення»: прозобукет — оповідання «Яким доречним був дощ» (ВЦ «Академія»).
- 2019 — «Ще не в курсі, але…»: прозобукет — оповідання «Уже не страшно» (ВЦ «Академія»).
- 2019 — «Бойфрендз. Історії про жінок та їхнє пристрасне, ніжне, безглузде й солодке кохання» — оповідання «Ліда + Студент = Нелюбов» (Брайт Букс).

## Відзнаки
- У 2013 сценарій за мотивами роману «Киев-Нью-Йорк. Лебединная» отримав спеціальну премію агентства з питань кіно на міжнародному літературному конкурсі «Коронація слова».